# Теркі (Північна Кароліна)
Теркі (англ. Turkey) — місто (англ. town) в США, в окрузі Сампсон штату Північна Кароліна. Населення — 213 особи (2020).

## Географія
Теркі розташоване за координатами 34°59′42″ пн. ш. 78°11′3″ зх. д. / 34.99500° пн. ш. 78.18417° зх. д. (34.995035, -78.184152).  За даними Бюро перепису населення США в 2010 році місто мало площу 1,03 км², уся площа — суходіл.

## Демографія
Згідно з переписом 2010 року, у місті мешкали 292 особи в 111 домогосподарстві у складі 84 родин. Густота населення становила 284 особи/км².  Було 116 помешкань (113/км²).
Расовий склад населення:
| - 55,1 % — білих - 26,7 % — чорних або афроамериканців - 1,0 % — азіатів - 16,1 % — осіб інших рас |

До двох чи більше рас належало 1,0 %. Частка іспаномовних становила 19,9 % від усіх жителів.
За віковим діапазоном населення розподілялося таким чином: 24,0 % — особи молодші 18 років, 58,9 % — особи у віці 18—64 років, 17,1 % — особи у віці 65 років та старші. Медіана віку мешканця становила 43,9 року. На 100 осіб жіночої статі у місті припадало 100,0 чоловіків;  на 100 жінок у віці від 18 років та старших — 89,7 чоловіків також старших 18 років.
Середній дохід на одне домашнє господарство  становив 49 018 доларів США (медіана — 42 500), а середній дохід на одну сім'ю — 56 167 доларів (медіана — 53 393). Медіана доходів становила 41 250 доларів для чоловіків та 29 688 доларів для жінок. За межею бідності перебувало 9,6 % осіб, у тому числі 8,7 % дітей у віці до 18 років та 10,5 % осіб у віці 65 років та старших.
Цивільне працевлаштоване населення становило 121 особа. Основні галузі зайнятості: виробництво — 16,5 %, сільське господарство, лісництво, риболовля — 16,5 %, освіта, охорона здоров'я та соціальна допомога — 14,9 %.